# Malcolm Bradbury
Malcolm Bradbury KBE (7 de setembro de 1932 - 27 de novembro de 2000) foi um escritor, acadêmico e crítico literário inglês.

## Biografia
Filho de um ferroviário, Bradbury nasceu em Sheffield, no condado de South Yorkshire. Sua família se mudou para Londres em 1935, mas ele retornou a Sheffield em 1941 com seu irmão e sua mãe. Mais tarde, mudaram-se novamente para Nottingham e Bradbury ingressou na escola de gramática de West Bridgford, onde estudou entre 1943 e 1950. Ele bacharelou em inglês com a honraria First-class degree pela Universidade de Leicester e continuou seus estudos na Queen Mary University of London, onde se tornou mestre em 1955.
Entre 1955 e 1958 Bradbury morou nos Estados Unidos, onde lecionou nas Universidades  de Manchester e Indiana. Em 1958 ele retornou à Inglaterra para se tratar de sérios problemas cardíacos. Os prognósticos foram desanimadores, e os médicos deram a Bradbury pouco tempo de vida. Em 1959 ele escreveu, sob tratamento hospitalar, sua primeira novela batizada Eating People is Wrong.
Bradbury se casou com Elizabeth Salt, com quem teve dois filhos. Casado, passou a lecionar na Queen Mary University of London e iniciou a carreira de crítico literário com um estudo sobre Evelyn Waugh. Entre 1961 e 1965 ele passou a lecionar na Universidade de Birmingham e doutorou-se em estudos americanos pela Universidade de Manchester. 
Em 1970 inaugurou na Universidade de East Anglia o curso de redação criativa que teve como alunos autores ilustres como Ian McEwan e Kazuo Ishiguro. Seus trabalhos posteriores foram Possibilities: Essays on the State of the Novel (1973), The History Man (1975), Who Do You Think You Are? (1976), Rates of Exchange (1983) e Cuts: A Very Short Novel (1987). Ele se aposentou da vida acadêmica em 1995.
Bradbury tornou-se Cavaleiro do Império Britânico em 1991 e Cavaleiro Celibatário em 2000. Ambos os prêmios foram concedidos pelos serviços prestados à literatura britânica.
Bradbury morreu em dezembro de 2000 em Priscilla Bacon Lodge. Ele foi enterrado no cemitério da igreja paroquial de Norwich. Embora não fosse um religioso ortodoxo ele respeitava as tradições e o papel sociocultural da igreja na Inglaterra e apreciava visitá-las aos moldes retratados na poesia Church Going de Philip Larkin.

## Carreira

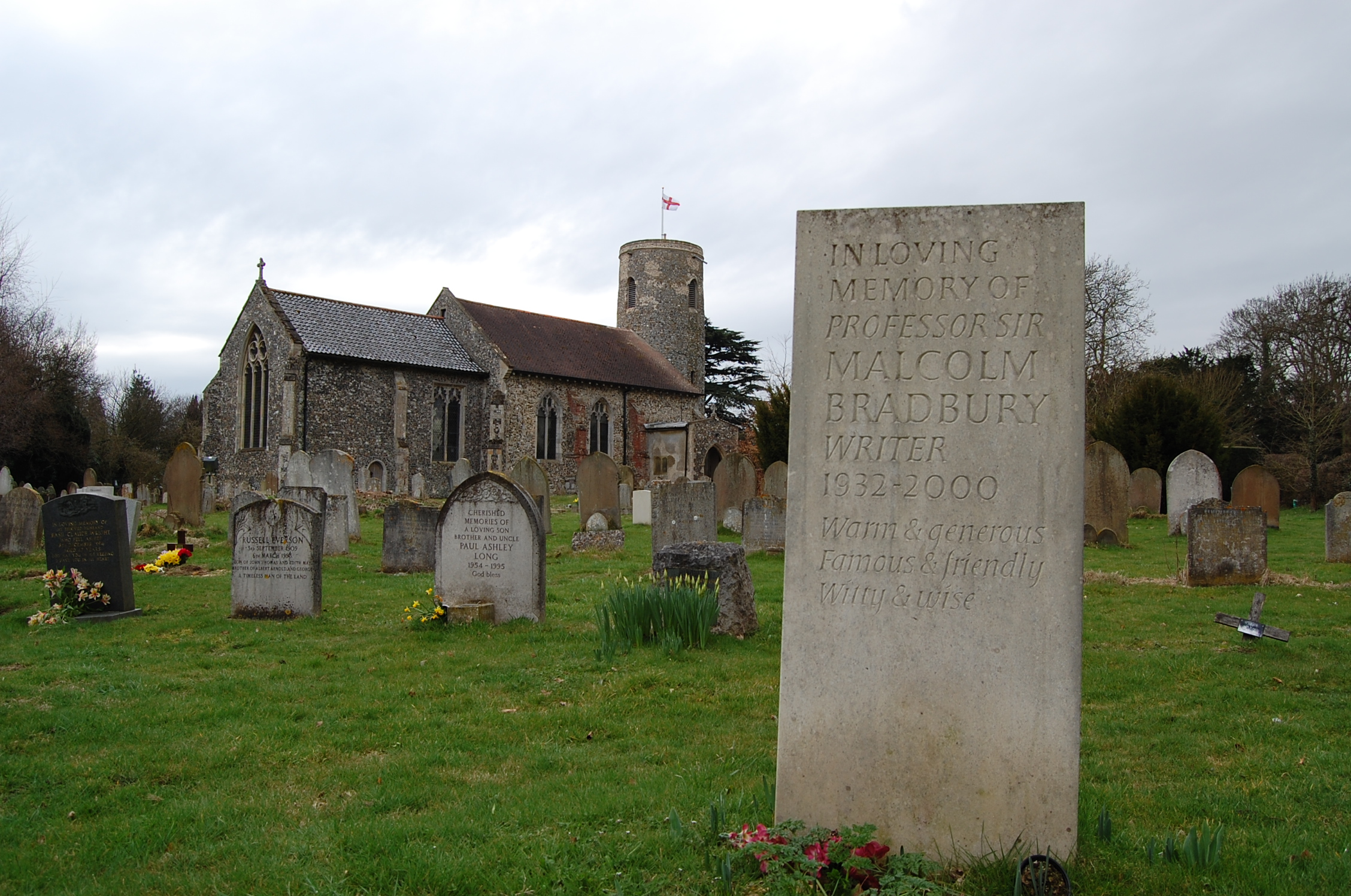
O túmulo de Malcolm Bradbury, localizado em Norfolk.

Bradbury foi um escritor profícuo e um professor bem-sucedido. Especializou-se em romances, publicando críticas sobre Evelyn Waugh, Saul Bellow, Edward Morgan Forster e F. Scott Fitzgerald. Além disso, lançou uma série de manuais práticos sobre escrita literária. No entanto Bradbury é mais conhecido como romancista. Em 1986 ele escreveu um pequeno livro humorístico intitulado Why Come to Slaka? uma paródia de guias turísticos, usando para isso um país ficcional situado no Leste Europeu chamado Slaka, que também serviu de cenário para sua novela Rates of Exchange vencedora do Prémio Man Booker de 1983.
Bradbury também escreveu extensivamente roteiros para programas televisivos. Seu trabalho era muitas vezes sarcástico e picaresco, e satirizava sobretudo temas como a vida acadêmica, a cultura britânica e o comunismo.

### The History Man
O romance mais conhecido de Bradbury, The History Man é uma sátira de humor negro sobre a vida acadêmica das principais universidades particulares do Reino Unido. O livro foi transformado em uma série televisiva de sucesso exibida pela BBC. O protagonista de The History Man é um professor de sociologia da universidade ficcional de Watermouth.

### My Strange Quest for Mensonge
My Strange Quest for Mensonge é uma pequena sátira sobre as modas literárias e culturais que permeiam o mundo acadêmico, tais como o estruturalismo e o desconstrucionismo. A obra foi prefaciada por David Lodge.

### Cuts
Cuts é uma sátira dos valores que permearam a Grã-Bretanha durante a época thatcherista. A obra foi lançada em português pela editora Record.

## Obra
- Eating People is Wrong (1959)
- Writers and Critics: Evelyn Waugh (Oliver and Boyd, 1964)
- Stepping Westward (1965)
- Contemporary Criticism (1970)
- The Social Context of Modern English Literature (1971)
- Possibilities (1973)
- The History Man (1975)
- Who Do You Think You Are? (1976)
- All Dressed Up and Nowhere To Go (1982)
- The After Dinner Game (1982)
- Rates of Exchange (1983)
- The Modern American Novel (1983)
- Why Come to Slaka? (1986)
- Cuts (1987)
- Mensonge (1987)
- My Strange Quest for Mensonge: Structuralism's Hidden Hero (1987)
- No Not Bloomsbury (1987)
- Unsent Letters (1988)
- Why Come to Slaka? (1991)
- Doctor Criminale (1992)
- The Modern British Novel (1993)
- Dangerous Pilgrimages: Trans-Atlantic Mythologies and the Novel (1995)
- To the Hermitage (2000)

## Ligações Externas
- Malcolm Bradbury. no IMDb.
- Arquivos de Malcolm Bradbury da Universidade de East Anglia
- Malcolm Bradbury e a escrita criativa